# Nacissela Maurício
Nacissela Maurício (2 de junho de 1980) é uma basquetebolista profissional angolana.

## Carreira
Nacissela Maurício integrou a Seleção Angolana de Basquetebol Feminino, em Londres 2012, que terminou na décima segunda colocação.